# 吉祥寺站
吉祥寺站（日语：／ Kichijōji eki */?）是位於日本東京都武藏野市吉祥寺南町一丁目及二丁目，屬於東日本旅客鐵道（JR東日本）和京王電鐵的鐵路車站。

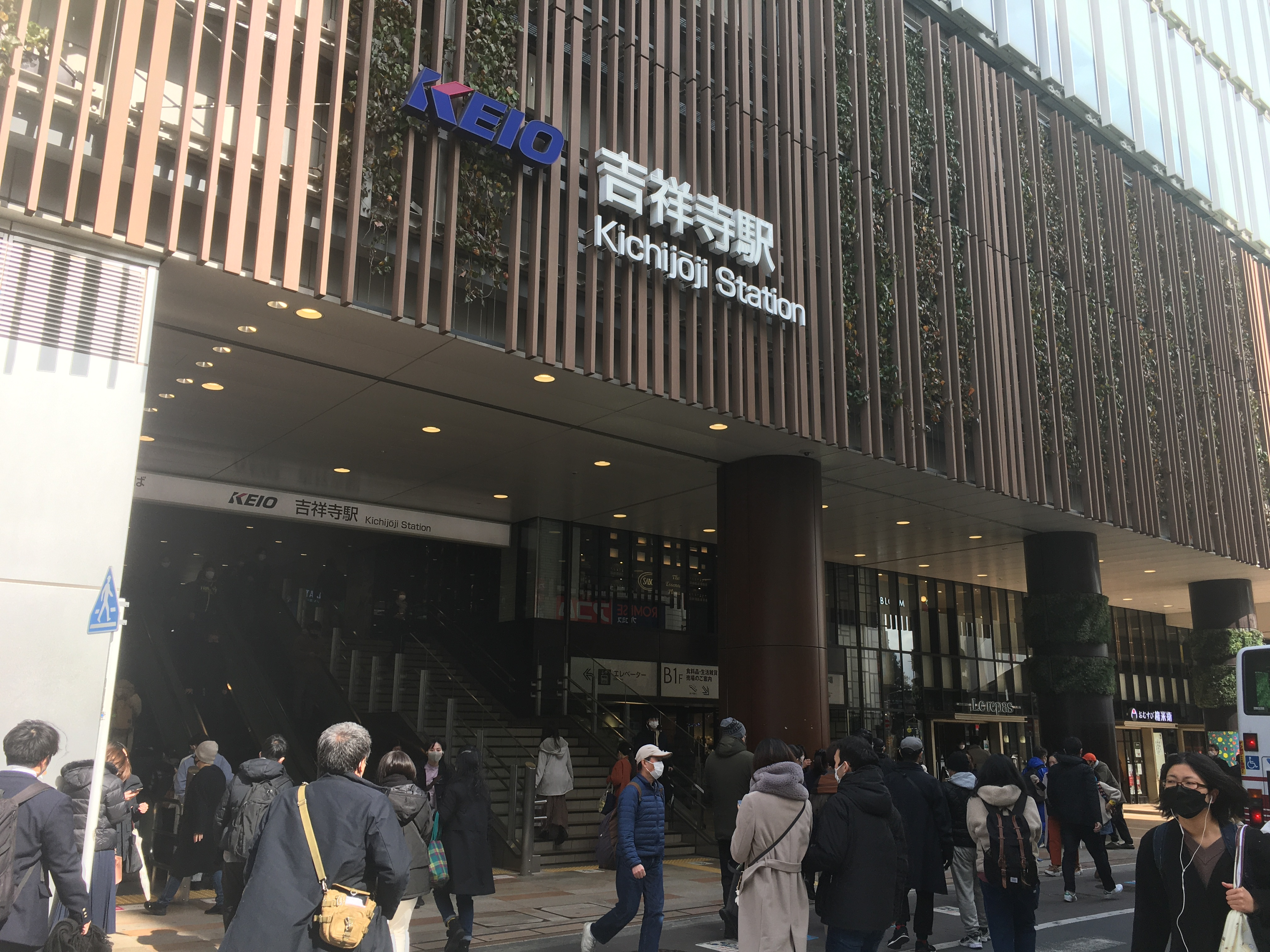
南口(2022年2月)

## 停靠路線
此站為轉乘站，JR東日本的中央本線與京王電鐵的井之頭線皆在本站停靠。
- JR東日本：各線（後述）
- 京王電鐵： 井之頭線 - 車站編號「IN17」

此站的JR東日本停靠路線為中央本線，但在運行系統上分為行走急行線的中央線快速電車以及行走緩行線的中央·總武線各站停車2系統。另外還有直通成田機場站的特急「成田特快」停靠本站。
- 中央線（快速）：行走急行線（日语：急行線）的中央本線中距離電車。除了往八王子站、高尾站方向的列車以外，還有經立川站直通運行至青梅線的列車班次。車站編號「JC 11」
- 中央·總武線（各站停車）：行走緩行線（日语：急行線）的中央本線近距離電車。除了經新宿站的中央·總武線列車以外，還有經中野站直通地下鐵東西線的列車班次。東京地下鐵東西線直通列車還在西船橋站直通東葉高速線，另在平日早晨尖峰時段直通總武線（各站停車）至津田沼站。車站編號「JB 02」

京王井之頭線以此站為總站。

## 历史
- 1899年（明治32年）12月30日－甲武鐵道吉祥寺站開業，為客貨運兩用站。
- 1906年（明治39年）10月1日－甲武鐵道國有化，成為日本國有鐵道（日本國鐵）車站。
- 1934年（昭和9年）4月1日－帝都電鐵（現京王井之頭線）開業。
- 1965年（昭和40年）4月5日－停辦貨運服務。
- 1969年（昭和44年）
  - 4月5日－車站完成高架化。
  - 12月3日－位於北口附近的車站大樓「吉祥寺LONLON」開業。
- 1970年（昭和45年）11月－京王的車站大樓「Terminal Echo」開業。
- 1987年（昭和62年）
  - 3月21日－北口站前廣場落成啟用。當天舉行啟用儀式及活動。
  - 4月1日－國鐵分割民營化，本站由JR東日本接手管理。
- 1989年（平成元年）8月26日－LONLON完成復新後重開。
- 2001年（平成13年）11月18日－JR東日本的智能卡系統Suica正式投入服務。
- 2006年（平成18年）4月21日－京王井之頭線列車進入本站時撞上軌道末端的防撞欄，導致數名乘客感到不適。受事故影響，井之頭線列車停止位置移前10米。
- 2007年（平成19年）3月18日－京王電鐵參與的智能卡系統PASMO正式投入服務。
- 2009年（平成21年）8月－JR東日本動工修建站房。
- 2010年（平成22年）
  - 4月1日－吉祥寺LONLON改稱吉祥寺。同日第1期復新工程完成啟用。
  - 4月上旬－京王電鐵動工興建新車站大樓。
  - 9月21日 - 吉祥寺全面開幕。
- 2014年（平成26年）4月23日－新京王吉祥寺車站大樓「kirarina京王吉祥寺」開幕。

## 車站構造

### JR東日本
JR東日本站區為島式月台2面4線的高架車站。早晨與深夜等不行駛中央線快速的時段關閉3號與4號月台。此站共有4個出口，分別是中央部分的中央口（北口）、公園口（南口）、atre本館口（西口）與西荻窪側的atre東館口（東口）。
站內設有電扶梯與電梯。
東鄰的西荻窪站起屬於東京都區部，因此本站是中央本線八王子支社所管轄之最東邊的車站。本站與西荻窪站之間有與東京支社的交界標誌。

### 月台配置
| 月台 | 路線                    | 方向 | 目的地                           |  |
| ---- | ----------------------- | ---- | -------------------------------- |  |
| 1    | 中央·總武線（各站停車） | 西行 | 三鷹方向                         |  |
| 2    | 中央·總武線（各站停車） | 東行 | 新宿、千葉、東京地下鐵東西線方向 |  |
| 3    | 中央線（快速）          | 下行 | 立川、八王子、高尾方向           |  |
| 4    | 中央線（快速）          | 上行 | 中野、新宿、東京方向             |  |

（來源：JR東日本:車站構內圖 （页面存档备份，存于））
- 中央線下行快速（3號月台發車）從本站開始停靠所有站（臨時列車除外），全部列為「各站停車」，E233系也不列為「快速」列車。另外，平日是從中野開始停靠所有車站。
- JR中央線計畫在快速電車加入兩輛兩層式綠色車廂，成為12輛編組運行。因此停靠快速電車的3、4號月台將進行月台延長工程[2]。

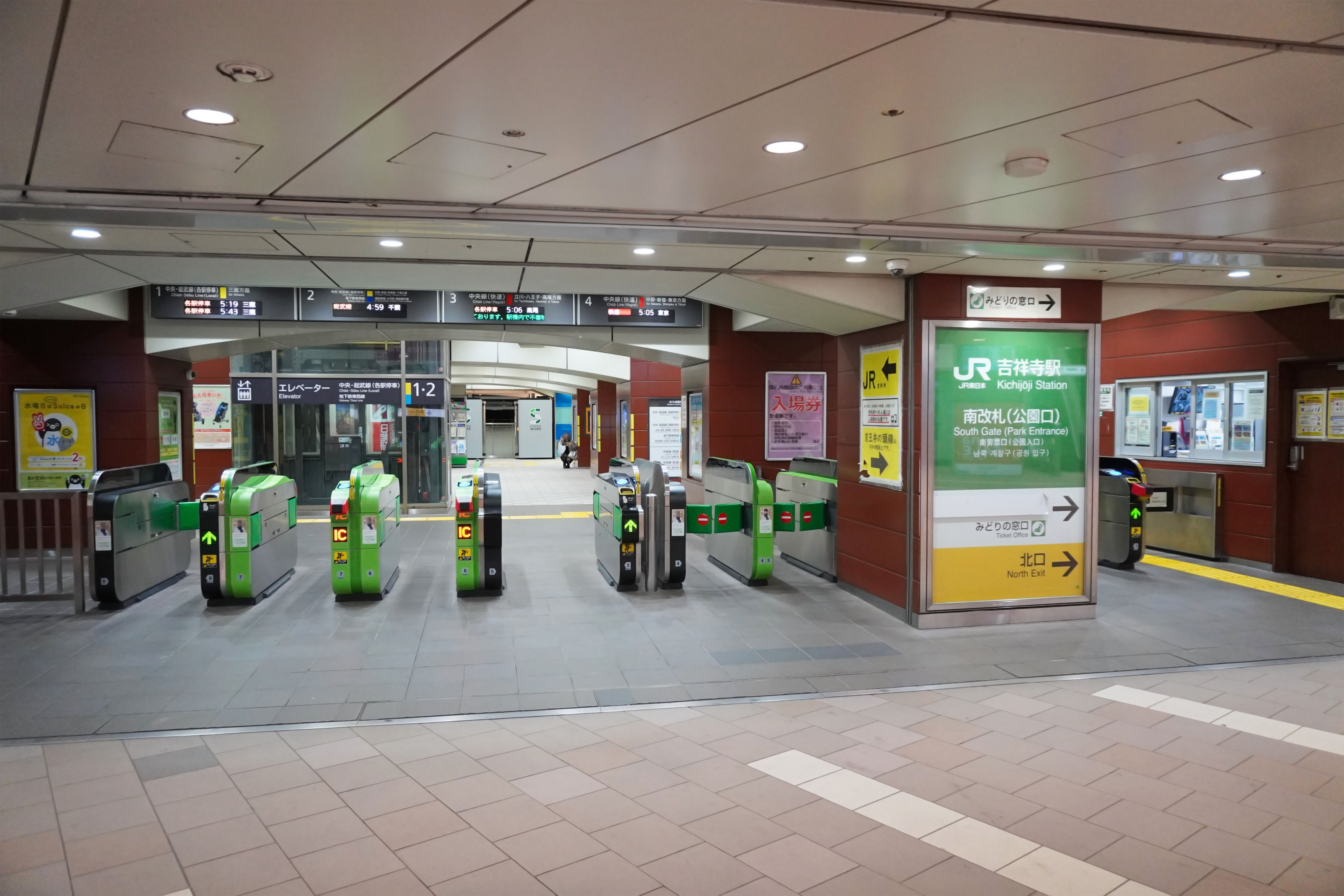
南驗票閘口（公園口）（2024年1月）
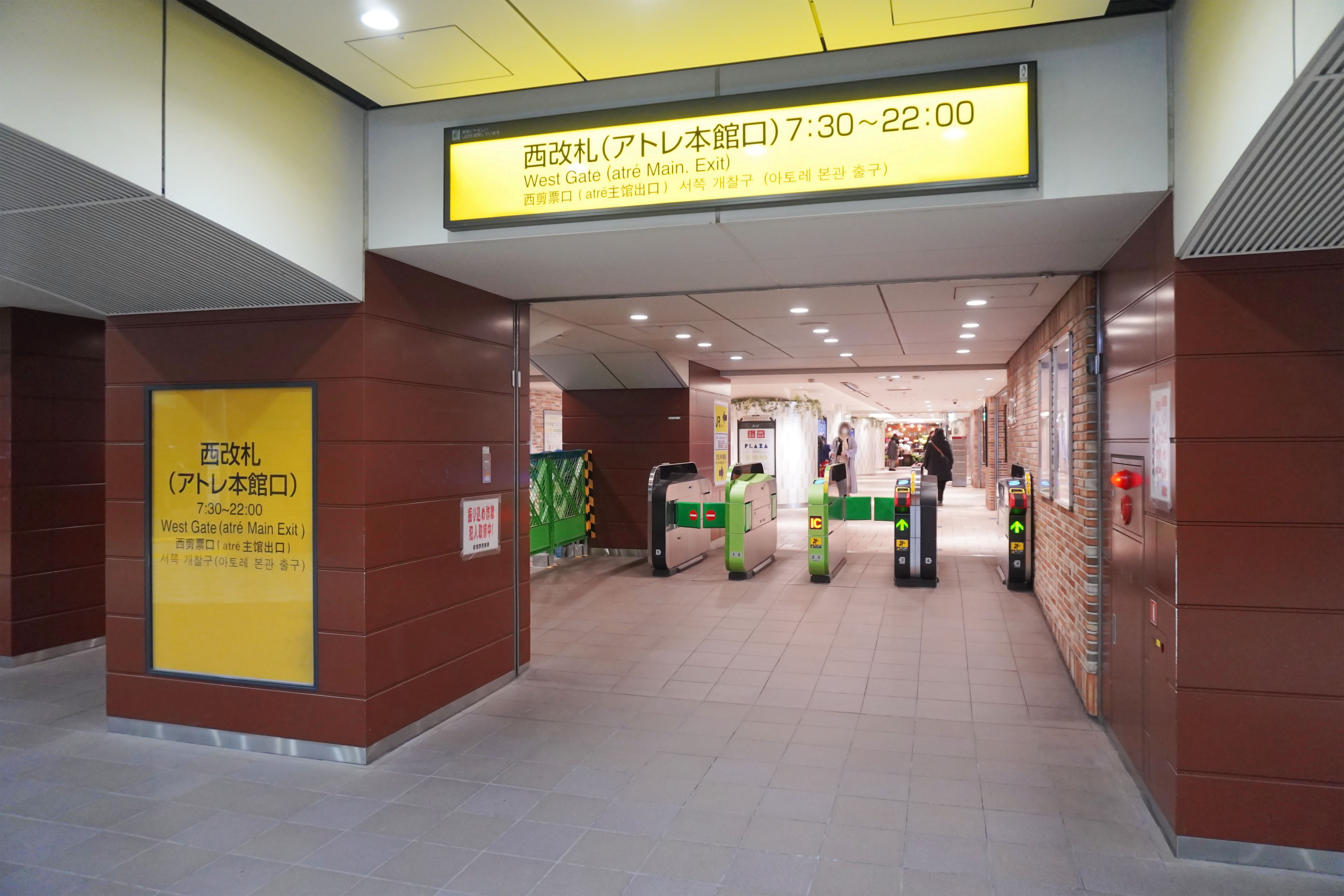
西驗票閘口（Atre本館口）（2024年1月）
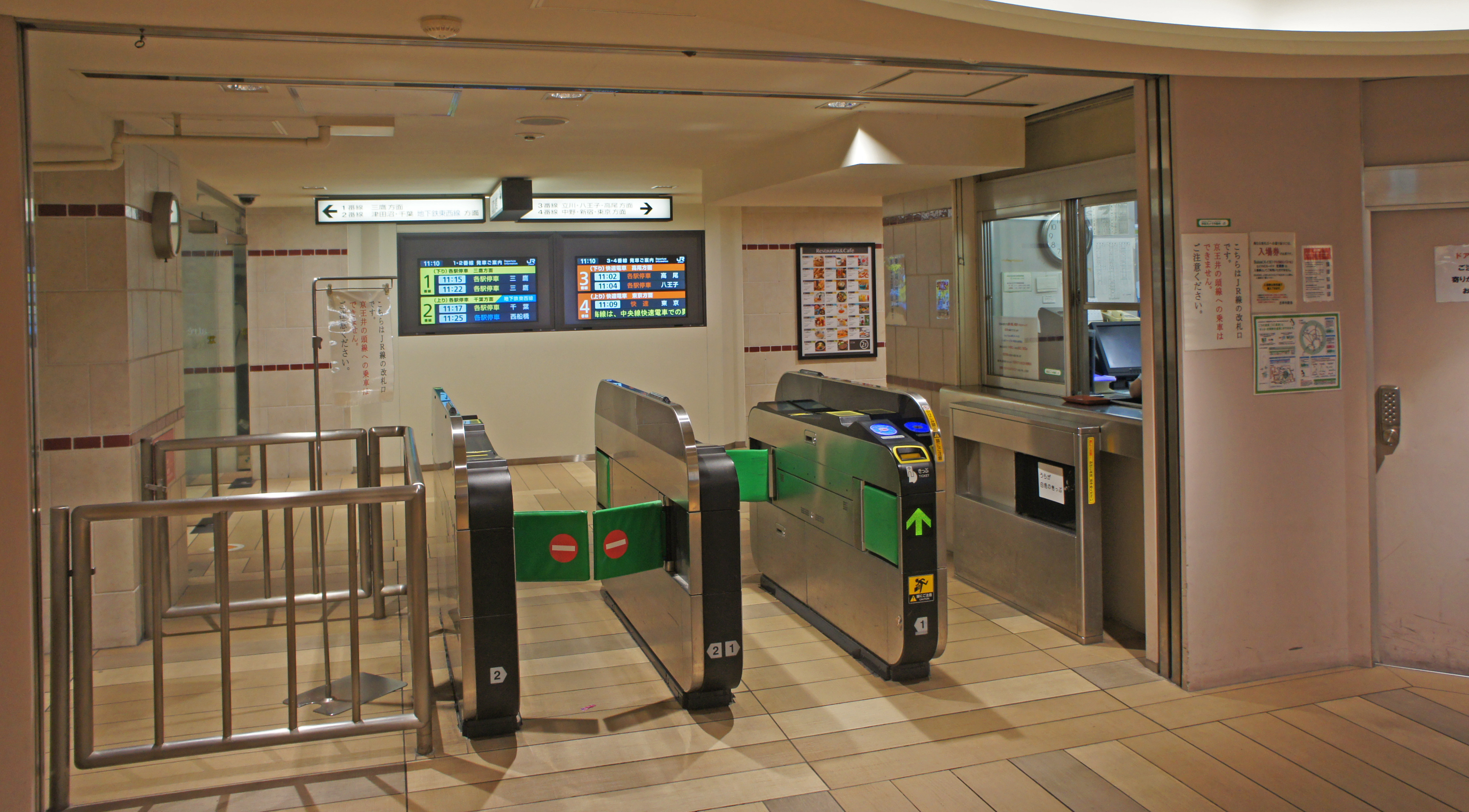
東驗票閘口（Atre東館口）（2019年9月）
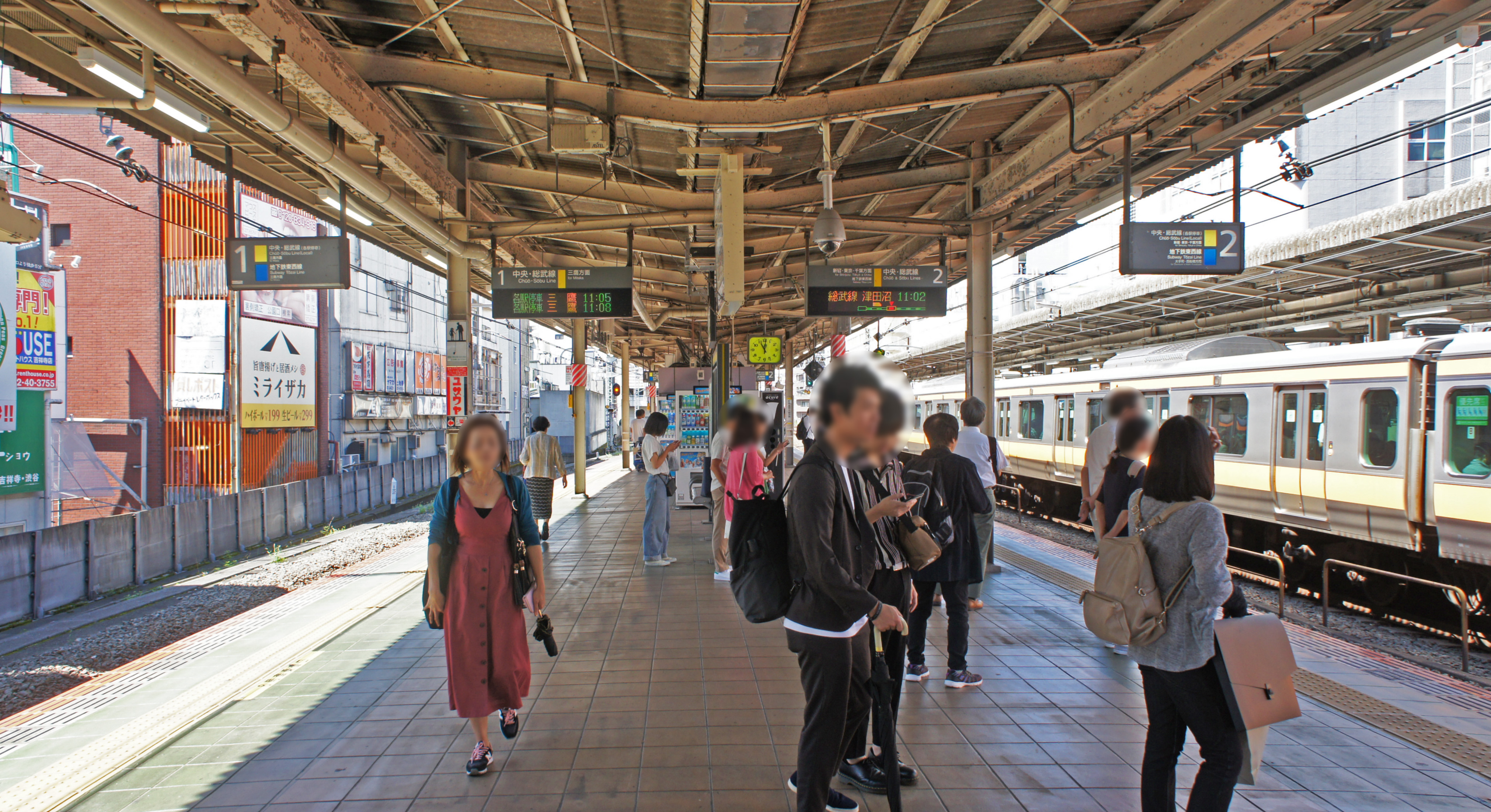
中央·總武線1號與2號月台（2019年9月）
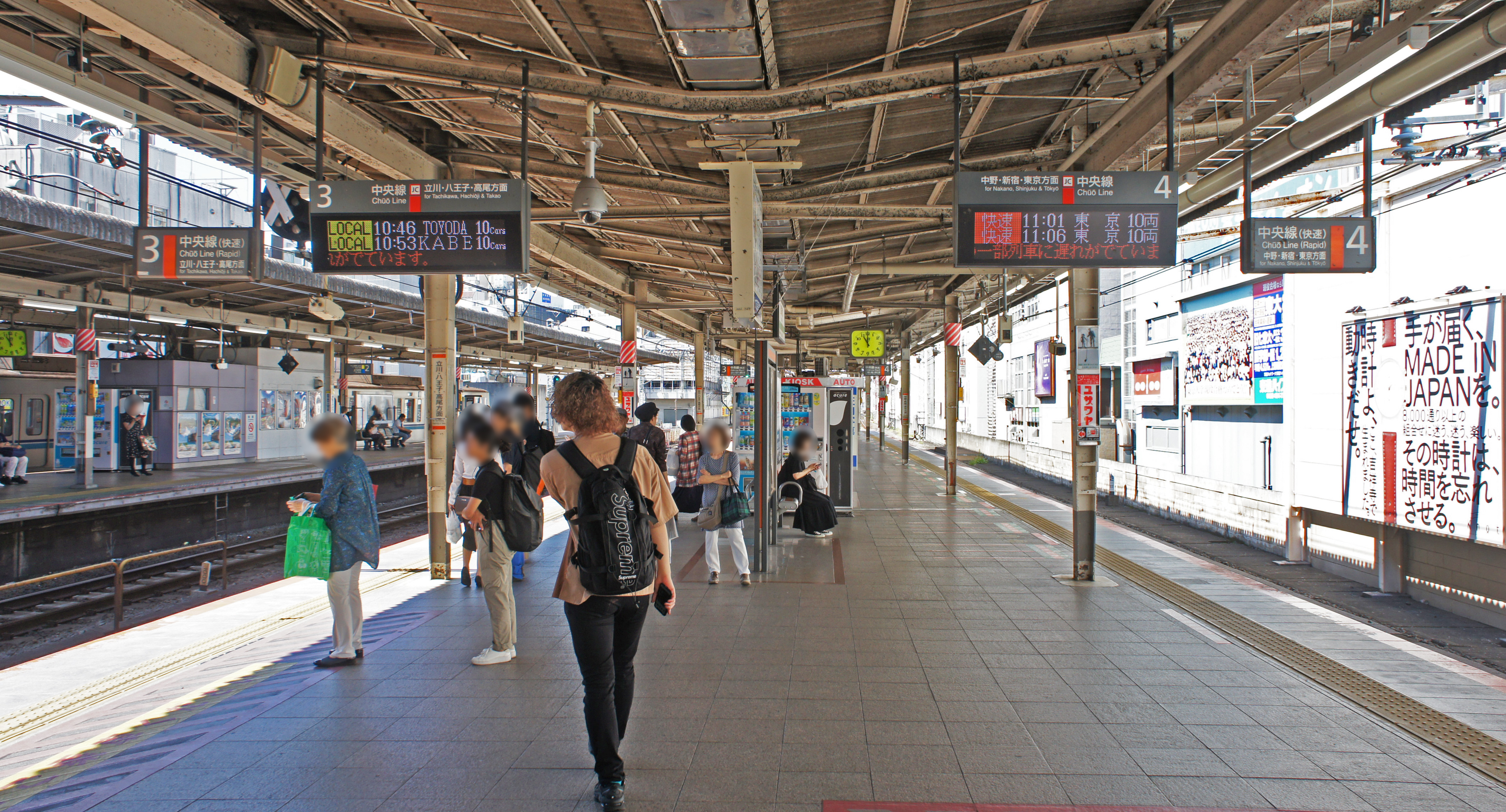
中央快速線3號與4號月台（2019年9月）

### 京王電鐵
本站為港灣式月台2面2線的高架車站，位於地上3樓。由於過去有延伸至西武新宿線田無站的計畫因而形成現在的月台配置。此站只設至一處驗票口，其旁邊是往kirarina京王吉祥寺的入口。正面電扶梯向下可至JR公園口（南口）剪票口。

#### 月台配置
| 月台 | 路線     | 目的地                                   |
| ---- | -------- | ---------------------------------------- |
| 1、2 | 井之頭線 | 久我山、永福町、明大前、下北澤、澀谷方向 |

- 井之頭線使用兩個單側月台，往返需繞回剪票口附近。
- 本站在2015年12月啟用月台門，是井之頭線首座導入的車站。

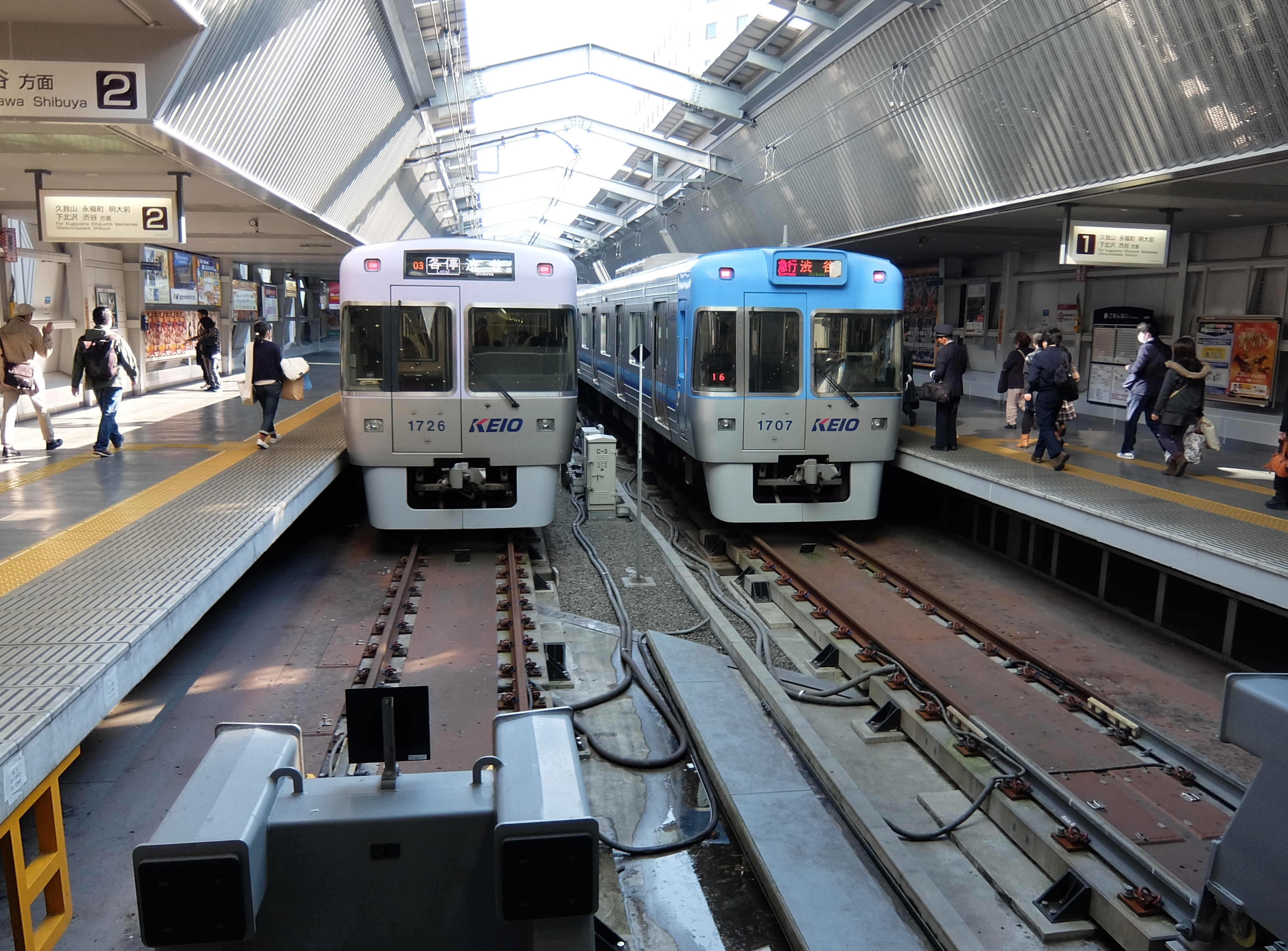
月台（2014年11月）
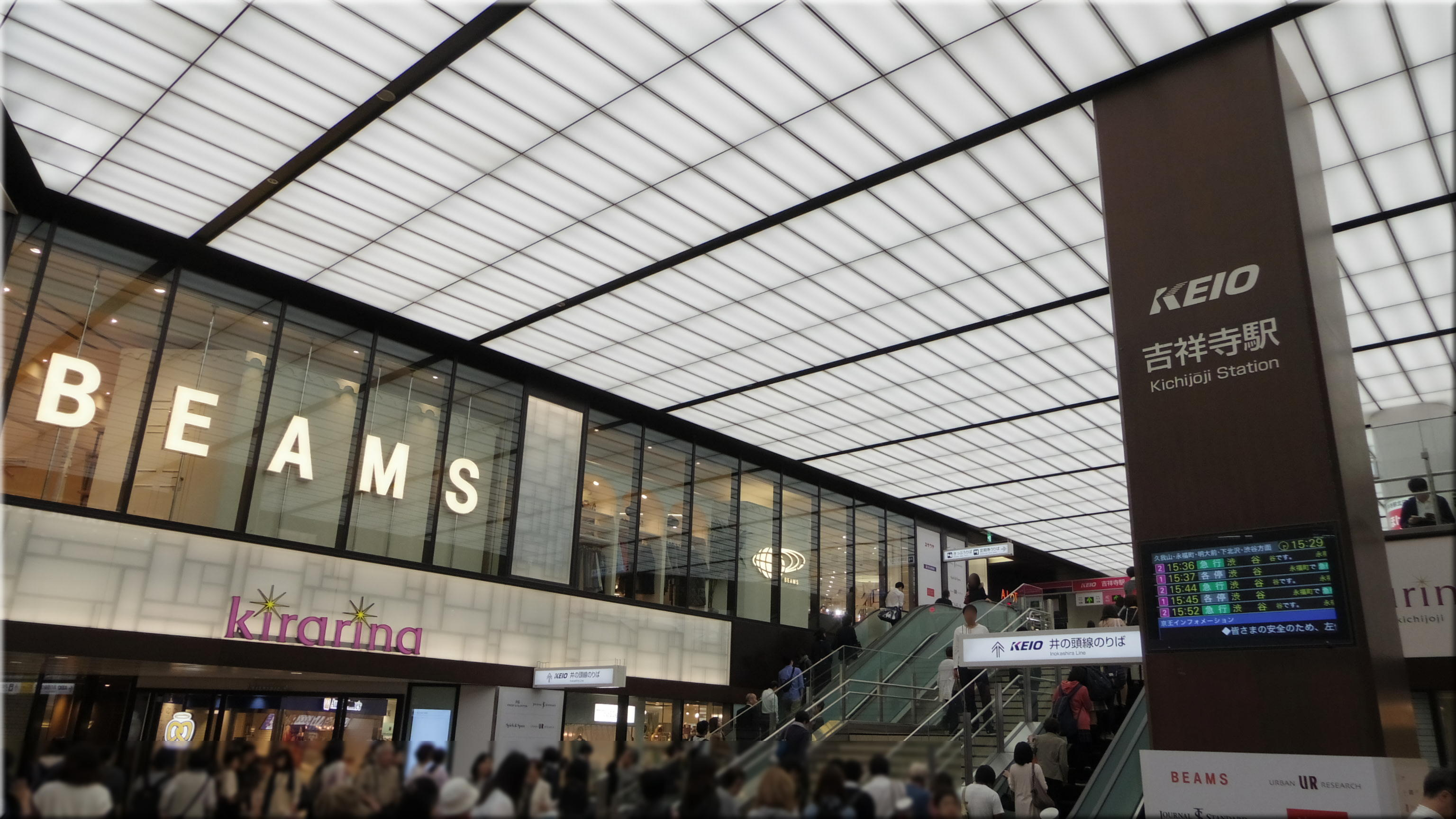
車站2樓大廳（2015年10月）
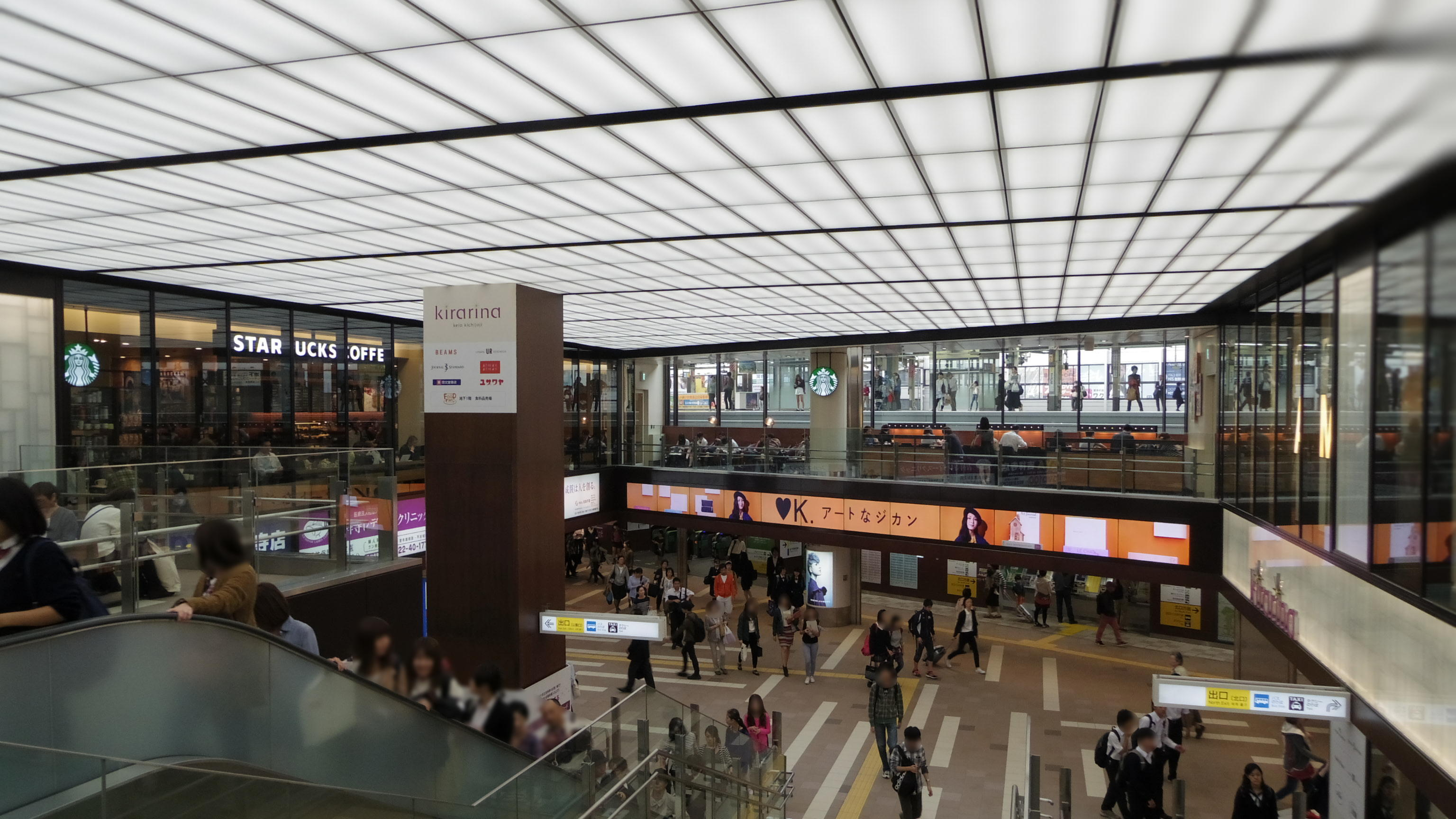
車站3樓大廳（2015年10月）

## 利用狀況
- JR東日本 - 2019年度1日平均上車人次為141,849人[利用客数 1]。
在八王子支社（日语：東日本旅客鉄道八王子支社）轄區內僅次於立川站位居第2，在JR東日本全體位居第21位。
- 京王電鐵 - 2019年度1日平均上下車人次為146,901人[利用客数 2]。
京王電鐵車站中僅次於新宿站、澀谷站，名列第3。

中央線東小金井以西各站往來澀谷站時，比起搭乘中央線至新宿轉乘埼京線或山手線，在本站轉乘井之頭線的車資較為便宜。若是搭乘井之頭線急行班次，包含轉乘時間在內，兩者所需時間相差無幾。
本站北口、南口皆有許多巴士路線停靠，除本站所在的武藏野市民，也有許多三鷹市、調布市、練馬區、杉並區、西東京市的居民利用。吉祥寺作為東京都多摩地域首屈一指的繁華街，聚集了許多周邊市區以外的人潮。

### 各年度1日平均上下車人次
各年度1日平均上下車人次變化如下表。
| 年度               | 京王電鐵           | 京王電鐵 |
| 年度               | 1日平均 上下車人次 | 增長率   |
| ------------------ | ------------------ | -------- |
| 1948年（昭和23年） | 18,900             |          |
| 1955年（昭和30年） | 35,321             |          |
| 1960年（昭和35年） | 57,563             |          |
| 1965年（昭和40年） | 82,616             |          |
| 1970年（昭和45年） | 94,234             |          |
| 1975年（昭和50年） | 124,756            |          |
| 1980年（昭和55年） | 144,147            |          |
| 1985年（昭和60年） | 148,977            |          |
| 1990年（平成02年） | 154,661            |          |
| 1991年（平成03年） | 159,782            | 3.3%     |
| 1995年（平成07年） | 148,640            |          |
| 2000年（平成12年） | 141,415            |          |
| 2001年（平成13年） | 143,089            | 1.2%     |
| 2002年（平成14年） | 143,166            | 0.1%     |
| 2003年（平成15年） | 143,162            | 0.0%     |
| 2004年（平成16年） | 142,522            | -0.4%    |
| 2005年（平成17年） | 143,122            | 0.4%     |
| 2006年（平成18年） | 144,344            | 0.9%     |
| 2007年（平成19年） | 147,424            | 2.1%     |
| 2008年（平成20年） | 147,020            | -0.3%    |
| 2009年（平成21年） | 145,197            | -1.2%    |
| 2010年（平成22年） | 142,083            | -2.1%    |
| 2011年（平成23年） | 140,929            | -0.8%    |
| 2012年（平成24年） | 141,475            | 0.4%     |
| 2013年（平成25年） | 139,679            | -1.3%    |
| 2014年（平成26年） | 140,880            | 0.9%     |
| 2015年（平成27年） | 144,238            | 2.4%     |
| 2016年（平成28年） | 145,460            | 0.8%     |
| 2017年（平成29年） | 147,437            | 1.4%     |
| 2018年（平成30年） | 148,187            | 0.5%     |
| 2019年（令和元年） | 146,901            | −0.9%    |

### 各年度1日平均上車人次（1880年代－1930年代）
各年度1日平均上車人次的推移如下表。
| 年度               | 甲武鐵道 / 國鐵 | 帝都電鐵 | 來源              |
| ------------------ | --------------- | -------- | ----------------- |
| 1899年（明治32年） | 3               | 未開業   | [ 東京府統計 1 ]  |
| 1900年（明治33年） | 72              | 未開業   | [ 東京府統計 2 ]  |
| 1901年（明治34年） | 80              | 未開業   | [ 東京府統計 3 ]  |
| 1902年（明治35年） | 76              | 未開業   | [ 東京府統計 4 ]  |
| 1903年（明治36年） | 79              | 未開業   | [ 東京府統計 5 ]  |
| 1904年（明治37年） | 84              | 未開業   | [ 東京府統計 6 ]  |
| 1905年（明治38年） | 86              | 未開業   | [ 東京府統計 7 ]  |
| 1907年（明治40年） | 88              | 未開業   | [ 東京府統計 8 ]  |
| 1908年（明治41年） | 94              | 未開業   | [ 東京府統計 9 ]  |
| 1909年（明治42年） | 102             | 未開業   | [ 東京府統計 10 ] |
| 1911年（明治44年） | 132             | 未開業   | [ 東京府統計 11 ] |
| 1912年（大正元年） | 151             | 未開業   | [ 東京府統計 12 ] |
| 1913年（大正02年） | 165             | 未開業   | [ 東京府統計 13 ] |
| 1914年（大正03年） | 178             | 未開業   | [ 東京府統計 14 ] |
| 1915年（大正04年） | 151             | 未開業   | [ 東京府統計 15 ] |
| 1916年（大正05年） | 168             | 未開業   | [ 東京府統計 16 ] |
| 1919年（大正08年） | 598             | 未開業   | [ 東京府統計 17 ] |
| 1920年（大正09年） | 708             | 未開業   | [ 東京府統計 18 ] |
| 1922年（大正11年） | 1,498           | 未開業   | [ 東京府統計 19 ] |
| 1923年（大正12年） | 1,701           | 未開業   | [ 東京府統計 20 ] |
| 1924年（大正13年） | 3,084           | 未開業   | [ 東京府統計 21 ] |
| 1925年（大正14年） | 3,348           | 未開業   | [ 東京府統計 22 ] |
| 1926年（昭和元年） | 3,836           | 未開業   | [ 東京府統計 23 ] |
| 1927年（昭和02年） | 4,324           | 未開業   | [ 東京府統計 24 ] |
| 1928年（昭和03年） | 4,597           | 未開業   | [ 東京府統計 25 ] |
| 1929年（昭和04年） | 5,341           | 未開業   | [ 東京府統計 26 ] |
| 1930年（昭和05年） | 5,425           | 未開業   | [ 東京府統計 27 ] |
| 1931年（昭和06年） | 5,516           | 未開業   | [ 東京府統計 28 ] |
| 1932年（昭和07年） | 5,828           | 未開業   | [ 東京府統計 29 ] |
| 1933年（昭和08年） | 6,301           | 未開業   | [ 東京府統計 30 ] |
| 1934年（昭和09年） | 6,817           | 577      | [ 東京府統計 31 ] |
| 1935年（昭和10年） | 7,352           | 592      | [ 東京府統計 32 ] |

### 各年度1日平均上車人次（1953年 - 2000年）
| 年度               | 國鐵 / JR東日本 | 京王帝都電鐵 / 京王電鐵 | 來源              |
| ------------------ | --------------- | ----------------------- | ----------------- |
| 1953年（昭和28年） | 35,140          |                         | [ 東京都統計 1 ]  |
| 1954年（昭和29年） | 45,012          |                         | [ 東京都統計 2 ]  |
| 1955年（昭和30年） | 40,217          |                         | [ 東京都統計 3 ]  |
| 1956年（昭和31年） | 51,627          | 19,823                  | [ 東京都統計 4 ]  |
| 1957年（昭和32年） | 55,338          | 21,985                  | [ 東京都統計 5 ]  |
| 1958年（昭和33年） | 59,195          | 13,769                  | [ 東京都統計 6 ]  |
| 1959年（昭和34年） | 68,174          | 26,388                  | [ 東京都統計 7 ]  |
| 1960年（昭和35年） | 64,011          | 28,882                  | [ 東京都統計 8 ]  |
| 1961年（昭和36年） | 75,716          | 32,485                  | [ 東京都統計 9 ]  |
| 1962年（昭和37年） | 80,329          | 35,941                  | [ 東京都統計 10 ] |
| 1963年（昭和38年） | 84,287          | 37,532                  | [ 東京都統計 11 ] |
| 1964年（昭和39年） | 87,805          | 39,693                  | [ 東京都統計 12 ] |
| 1965年（昭和40年） | 87,524          | 41,009                  | [ 東京都統計 13 ] |
| 1966年（昭和41年） | 88,917          | 41,222                  | [ 東京都統計 14 ] |
| 1967年（昭和42年） | 90,721          | 42,720                  | [ 東京都統計 15 ] |
| 1968年（昭和43年） | 90,360          | 43,534                  | [ 東京都統計 16 ] |
| 1969年（昭和44年） | 87,736          | 46,496                  | [ 東京都統計 17 ] |
| 1970年（昭和45年） | 86,293          | 47,290                  | [ 東京都統計 18 ] |
| 1971年（昭和46年） | 85,068          | 47,675                  | [ 東京都統計 19 ] |
| 1972年（昭和47年） | 87,846          | 54,159                  | [ 東京都統計 20 ] |
| 1973年（昭和48年） | 91,066          | 57,726                  | [ 東京都統計 21 ] |
| 1974年（昭和49年） | 99,110          | 61,597                  | [ 東京都統計 22 ] |
| 1975年（昭和50年） | 100,082         | 63,948                  | [ 東京都統計 23 ] |
| 1976年（昭和51年） | 103,019         | 64,466                  | [ 東京都統計 24 ] |
| 1977年（昭和52年） | 102,230         | 67,162                  | [ 東京都統計 25 ] |
| 1978年（昭和53年） | 102,718         | 69,737                  | [ 東京都統計 26 ] |
| 1979年（昭和54年） | 102,574         | 72,153                  | [ 東京都統計 27 ] |
| 1980年（昭和55年） | 99,362          | 72,685                  | [ 東京都統計 28 ] |
| 1981年（昭和56年） | 101,041         | 73,707                  | [ 東京都統計 29 ] |
| 1982年（昭和57年） | 100,507         | 73,833                  | [ 東京都統計 30 ] |
| 1983年（昭和58年） | 105,735         | 76,836                  | [ 東京都統計 31 ] |
| 1984年（昭和59年） | 107,468         | 76,107                  | [ 東京都統計 32 ] |
| 1985年（昭和60年） | 103,255         | 75,337                  | [ 東京都統計 33 ] |
| 1986年（昭和61年） | 106,551         | 76,099                  | [ 東京都統計 34 ] |
| 1987年（昭和62年） | 106,396         | 75,967                  | [ 東京都統計 35 ] |
| 1988年（昭和63年） | 126,792         | 77,000                  | [ 東京都統計 36 ] |
| 1989年（平成元年） | 130,731         | 76,693                  | [ 東京都統計 37 ] |
| 1990年（平成02年） | 135,808         | 77,786                  | [ 東京都統計 38 ] |
| 1991年（平成03年） | 139,917         | 80,473                  | [ 東京都統計 39 ] |
| 1992年（平成04年） | 140,874         | 78,740                  | [ 東京都統計 40 ] |
| 1993年（平成05年） | 140,622         | 77,189                  | [ 東京都統計 41 ] |
| 1994年（平成06年） | 138,455         | 75,975                  | [ 東京都統計 42 ] |
| 1995年（平成07年） | 137,109         | 74,497                  | [ 東京都統計 43 ] |
| 1996年（平成08年） | 138,666         | 72,137                  | [ 東京都統計 44 ] |
| 1997年（平成09年） | 136,039         | 69,951                  | [ 東京都統計 45 ] |
| 1998年（平成10年） | 134,556         | 70,677                  | [ 東京都統計 46 ] |
| 1999年（平成11年） | 135,017         | 70,590                  | [ 東京都統計 47 ] |
| 2000年（平成12年） | 136,927         | 70,984                  | [ 東京都統計 48 ] |

### 各年度1日平均上車人次（2001年以後）
| 年度               | JR東日本 | 京王電鐵 | 來源              |
| ------------------ | -------- | -------- | ----------------- |
| 2001年（平成13年） | 139,168  | 71,836   | [ 東京都統計 49 ] |
| 2002年（平成14年） | 139,356  | 71,778   | [ 東京都統計 50 ] |
| 2003年（平成15年） | 139,209  | 71,582   | [ 東京都統計 51 ] |
| 2004年（平成16年） | 138,644  | 71,288   | [ 東京都統計 52 ] |
| 2005年（平成17年） | 139,245  | 71,452   | [ 東京都統計 53 ] |
| 2006年（平成18年） | 140,155  | 71,890   | [ 東京都統計 54 ] |
| 2007年（平成19年） | 143,932  | 72,702   | [ 東京都統計 55 ] |
| 2008年（平成20年） | 143,178  | 72,395   | [ 東京都統計 56 ] |
| 2009年（平成21年） | 141,314  | 71,468   | [ 東京都統計 57 ] |
| 2010年（平成22年） | 138,420  | 69,882   | [ 東京都統計 58 ] |
| 2011年（平成23年） | 137,555  | 69,361   | [ 東京都統計 59 ] |
| 2012年（平成24年） | 138,483  | 69,284   | [ 東京都統計 60 ] |
| 2013年（平成25年） | 139,282  | 68,455   | [ 東京都統計 61 ] |
| 2014年（平成26年） | 139,580  | 69,106   | [ 東京都統計 62 ] |
| 2015年（平成27年） | 141,306  | 70,854   | [ 東京都統計 63 ] |
| 2016年（平成28年） | 141,640  | 71,381   | [ 東京都統計 64 ] |
| 2017年（平成29年） | 143,313  | 72,414   | [ 東京都統計 65 ] |
| 2018年（平成30年） | 143,685  | 72,844   | [ 東京都統計 66 ] |
| 2019年（令和元年） | 141,849  |          |                   |

備註
1. ↑  当駅の乗降人員最高値年度
2. ↑  1899年12月30日開業。開業日から1900年3月31日までの計93日間を集計したデータ。
3. ↑  1934年4月1日開業。

## 車站周邊

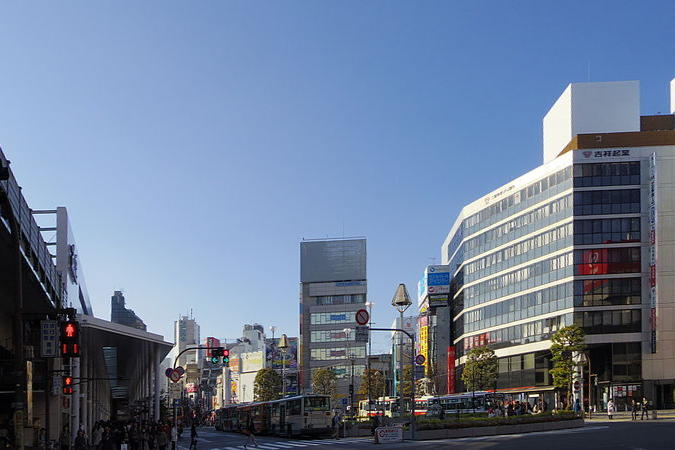
站前北口廣場

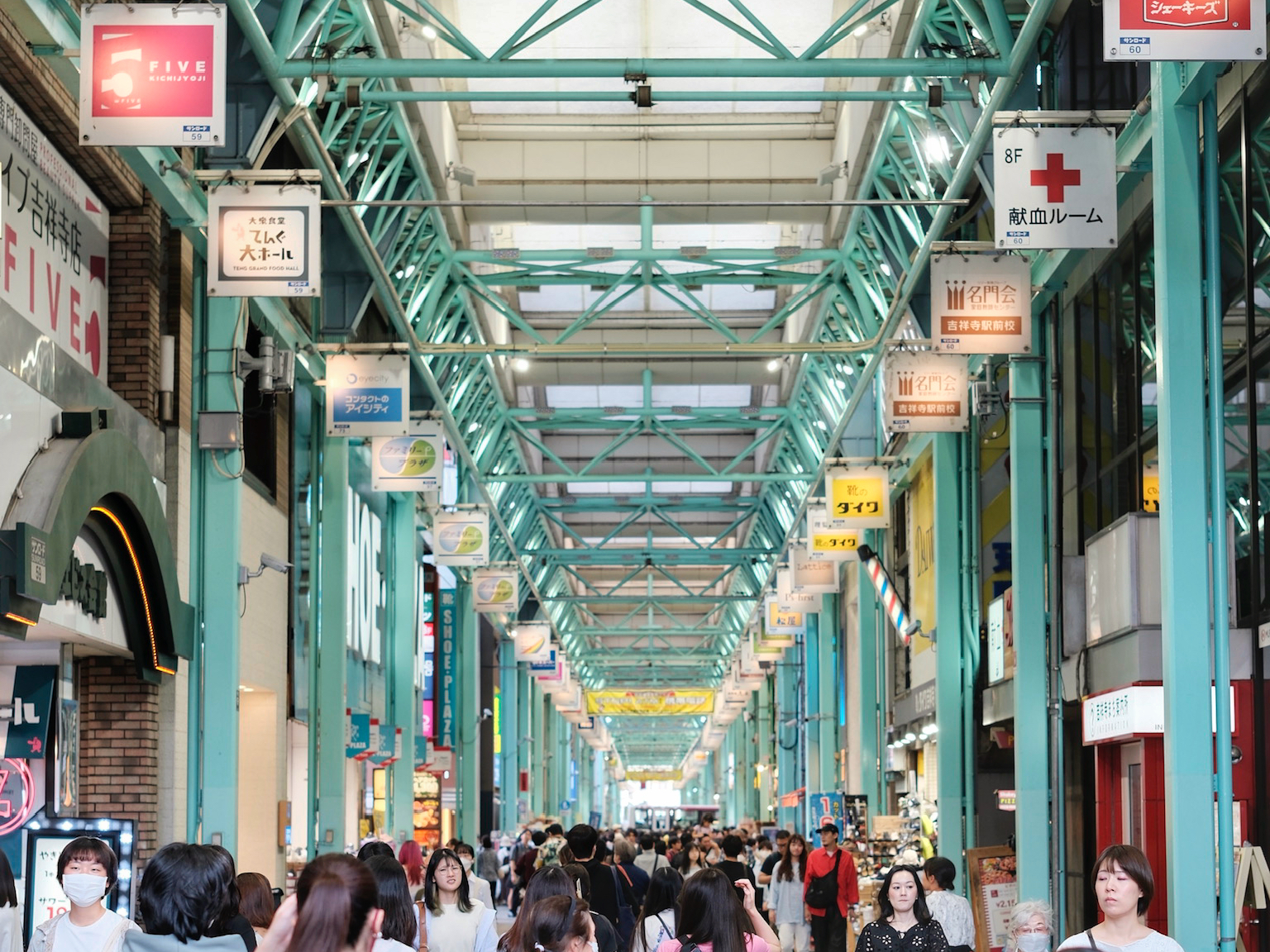
北口商店街

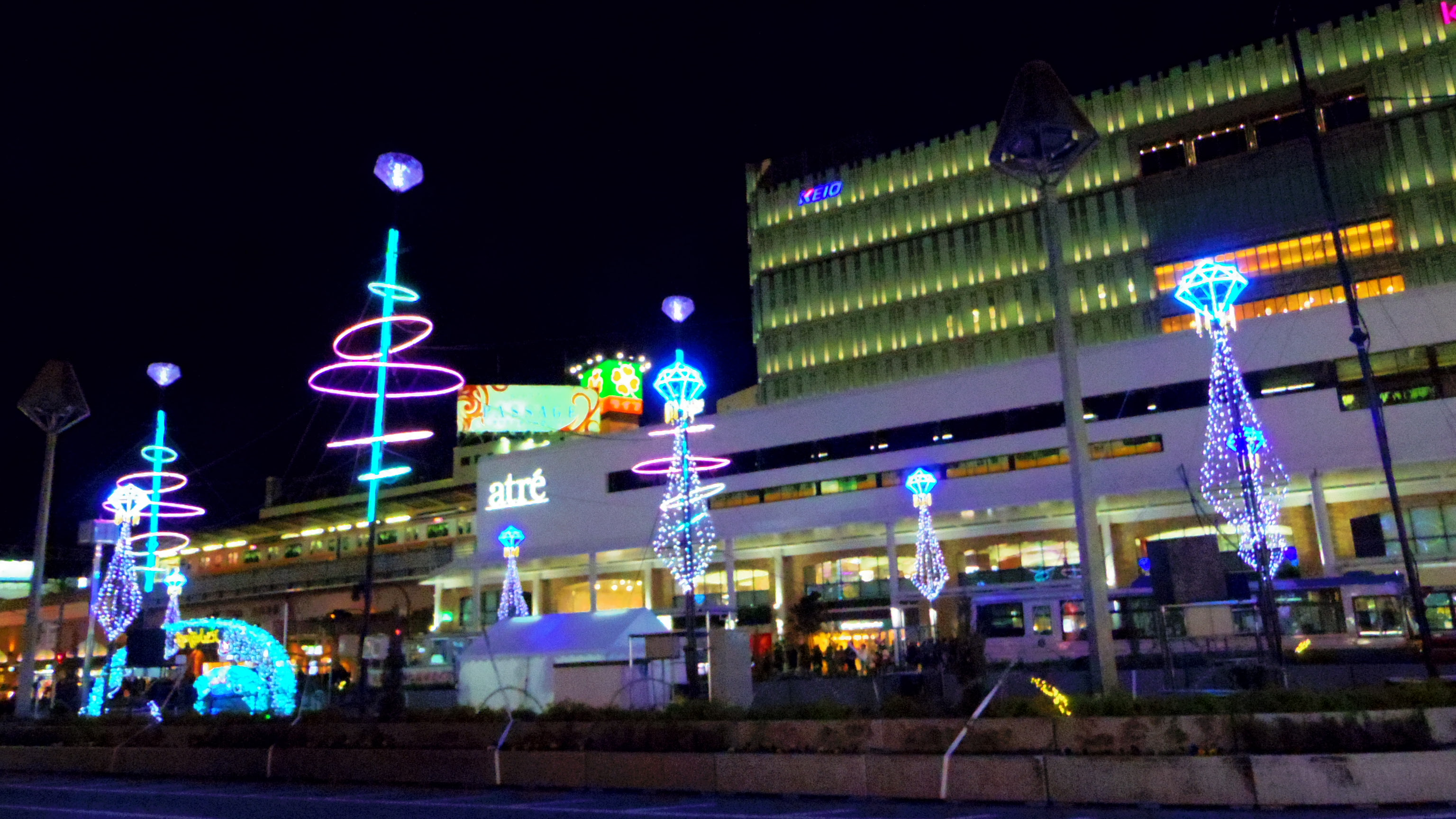
站前點燈（2014年）

車站周邊是東京都重要的商業地區。大型商業設施、咖啡廳、餐飲店、品牌店林立。
車站步行5分鐘可到達井之頭恩賜公園，是觀賞櫻花的有名地點。
由車站向北步行15分鐘可到達練馬區、向東步行15分鐘可到達杉並區。向南步行10分鐘可到達三鷹市。
中央口（北口）最為寬廣，是主要出口。公園口（南口）可至京王井之頭線月台。
與京王井之頭線下一車站井之頭公園站只距離600m。

### 中央口（北口）

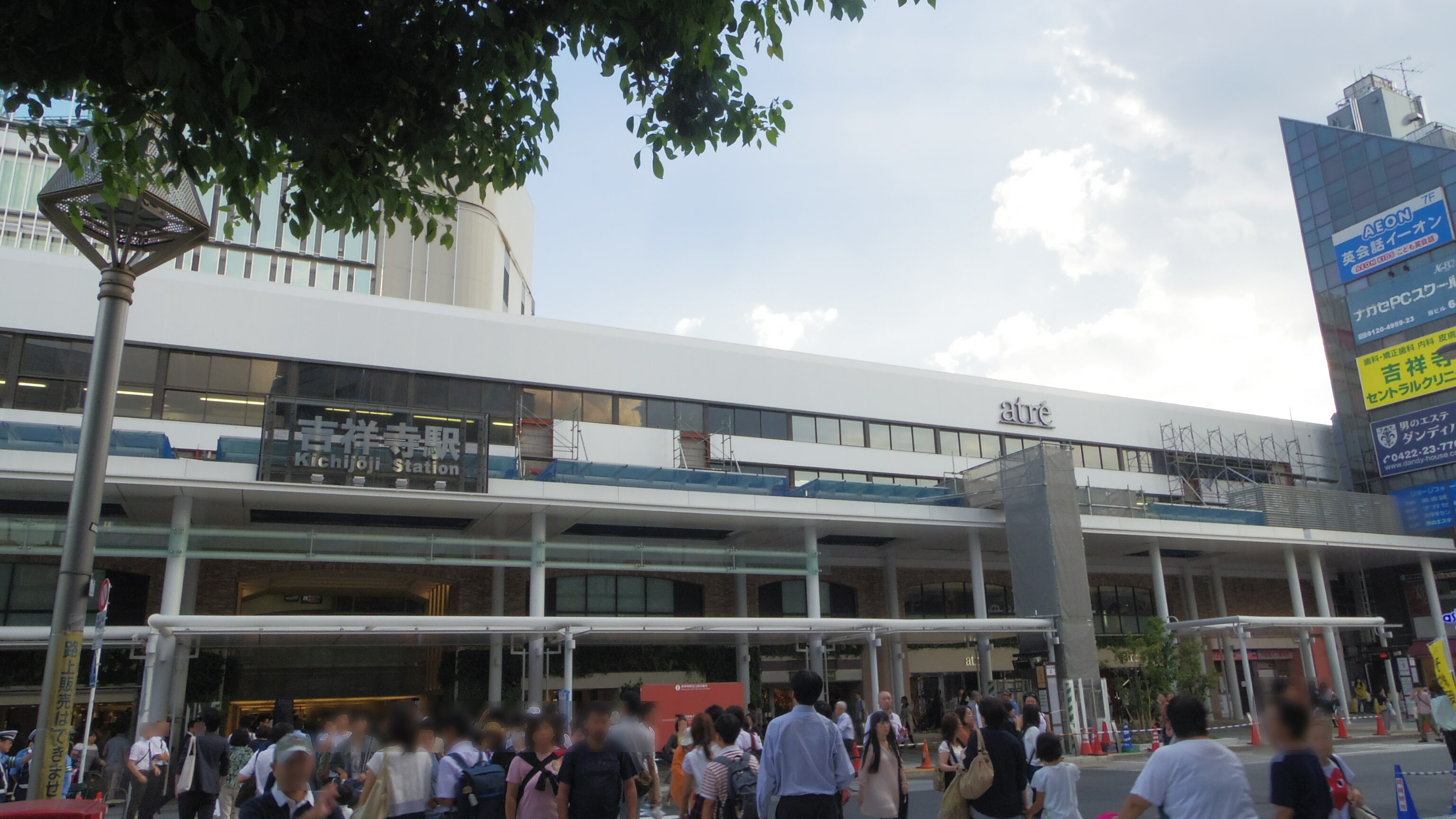
Atre吉祥寺

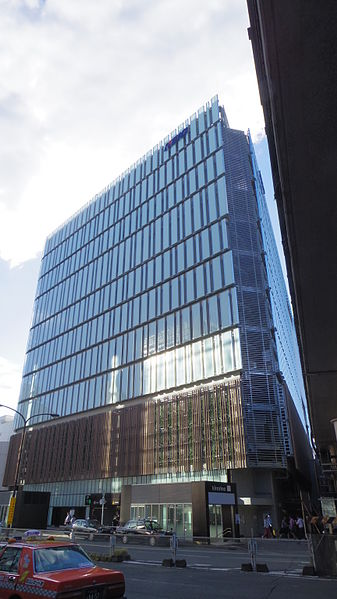
Kirarina吉祥寺

站前有寬廣的圓環，可搭乘往武藏關、大泉、石神井、柳澤、西荻窪、中野方向的路線巴士。
拱廊商店街太陽道與鑽石街從站前延伸，是北口的主要街道。站前往西北延伸的鑽石街 (East→West zone) 旁有東急百貨店吉祥寺店。其西北側急速商業區化的一帶通稱「東急裏」，聚集許多咖啡廳與品牌店。
車站東北側是友都八喜吉祥寺，其東側一帶是風俗店林立的歡樂街。友都八喜吉祥寺過去是近鐵百貨店東京店，因此周邊一帶也稱為「近鐵裏」。2000年代以後，東急裏等地開始興起民族風商店熱潮。
- Atre吉祥寺
- 吉祥寺站前北口廣場
- 三菱東京UFJ銀行吉祥寺分行
- 捐血室吉祥寺Tachyon（タキオン）
- 吉祥寺太陽道商店街（日语：吉祥寺サンロード商店街） - 全遮式拱廊商店街。車站方向有吉祥寺導覽所。
- 口琴橫丁（日语：ハーモニカ横丁） - 戰後黑市發展而成的商店街。吉祥寺唯一保留戰後面貌的區域。
- 吉祥寺鑽石街（日语：吉祥寺ダイヤ街）（East zone, South zone, West zone） - 全遮式拱廊商店街。
- 吉祥寺平和通商店街
- PENNY LANE（ペニーレーン）
- 煉瓦通（レンガ通り）
- 本町新道
- 月窗寺
- 光專寺
- 蓮乘寺
- 安養寺
- 武藏野市商工會館
  - FM武藏野（日语：エフエムむさしの）本社、工作室
  - 武藏野市消費生活中心（日语：消費生活センター）
  - 武藏野市役所吉祥寺市政中心
- 吉祥寺PARCO
- UNIQLO吉祥寺店
- 三井住友銀行吉祥寺分行
- 東急百貨店吉祥寺店（日语：東急百貨店吉祥寺店）
- 吉祥寺Loft
- F&F大樓（日语：F&Fビル）
  - coppice吉祥寺（コピス吉祥寺） - 購物中心。
  - 武藏野市立吉祥寺美術館（A館7樓）
- 西友吉祥寺店
- 吉祥寺Parking Plaza（日语：吉祥寺パーキングプラザ） - 停車場。
- 友都八喜吉祥寺（日语：ヨドバシ吉祥寺）
- 吉祥寺第一酒店（吉祥寺第一ホテル）
- maruetsu petit（日语：マルエツ）吉祥寺店
- 吉祥寺PLAZA（吉祥寺プラザ）（電影院）
- 紳士服的治山（日语：はるやま商事）（紳士服のはるやま）吉祥寺店
- MEGALOS（日语：メガロス）吉祥寺（運動俱樂部）
- 元町通
- 武藏通
- 中道通
- 大正通
- 五日市街道（日语：五日市街道）
- 武藏野八幡宮
- 學校法人成蹊學園（日语：学校法人成蹊学園）
  - 成蹊大學
  - 成蹊小學校（日语：成蹊小学校）
  - 成蹊中學校、高等學校（日语：成蹊中学校・高等学校）
- 武藏野市立本宿小學校（日语：武蔵野市立本宿小学校）
- 武藏野市立第三中學校（日语：武蔵野市立第三中学校）
- 站前社區中心
- 藤村女子中學校、高等學校（日语：藤村女子中学校・高等学校）
  - 藤村游泳教室
- 二葉營養專門學校（日语：二葉栄養専門学校）
- 武藏野市立吉祥寺圖書館
- 吉祥寺站前郵局
- 吉祥寺本町二郵局
- 松井外科醫院
- 吉祥寺朝日醫院
- 吉祥寺Theater（日语：吉祥寺シアター）
- 吉祥寺大通（市道第191號線）
- 吉祥寺通（日语：吉祥寺通り）（東京都道116號關町吉祥寺線（日语：東京都道116号関町吉祥寺線））
- 關東巴士吉祥寺站北口導覽所
- 小田急巴士（日语：小田急バス）吉祥寺站北口導覽所

### 公園口（南口）

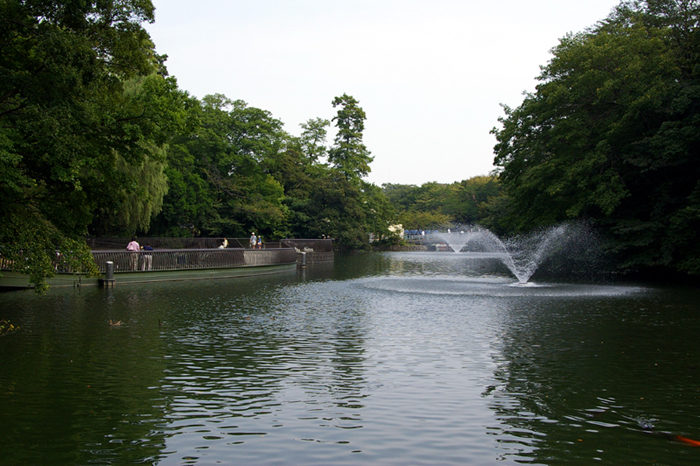
井之頭恩賜公園

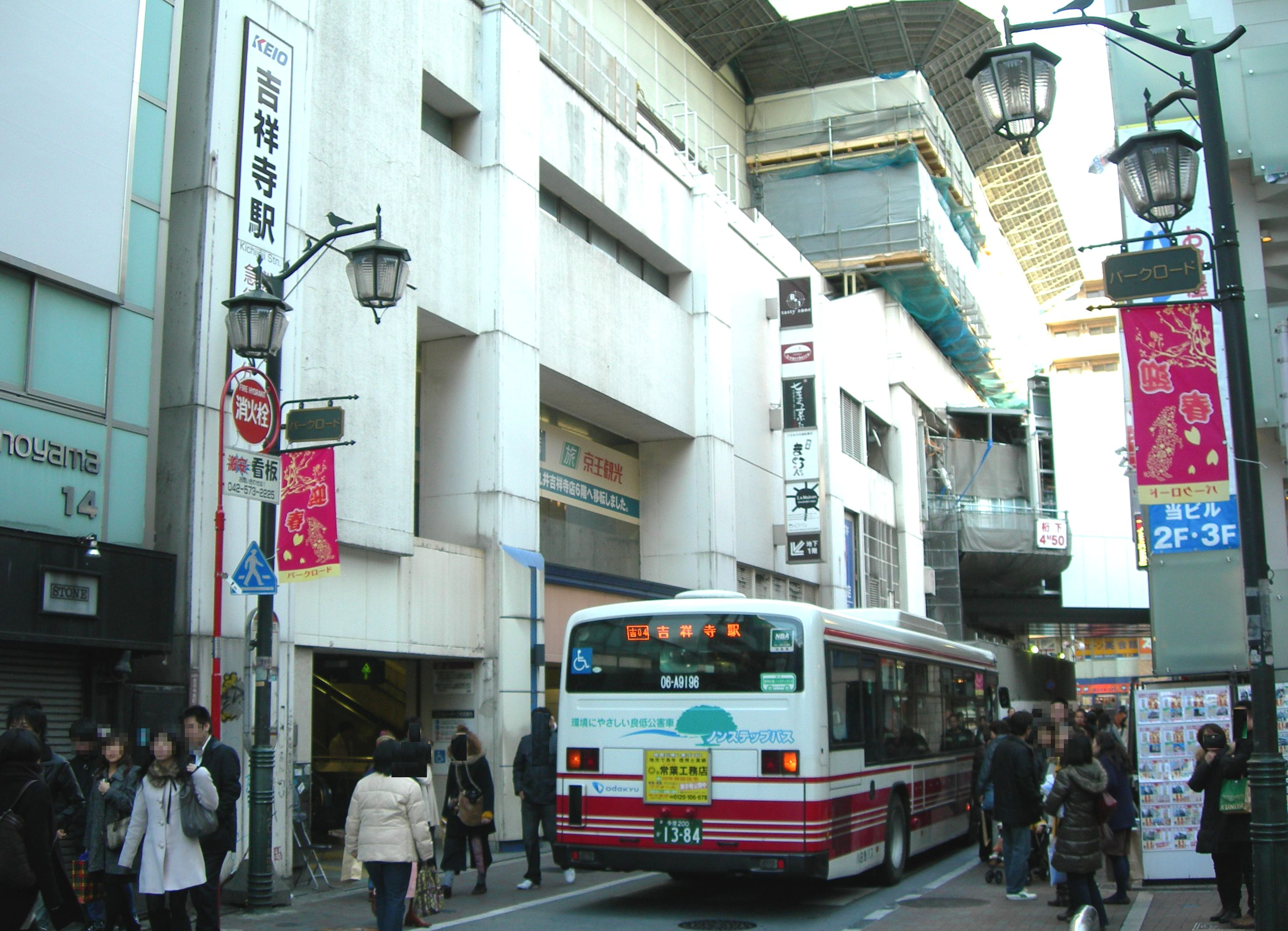
公園口（南口）

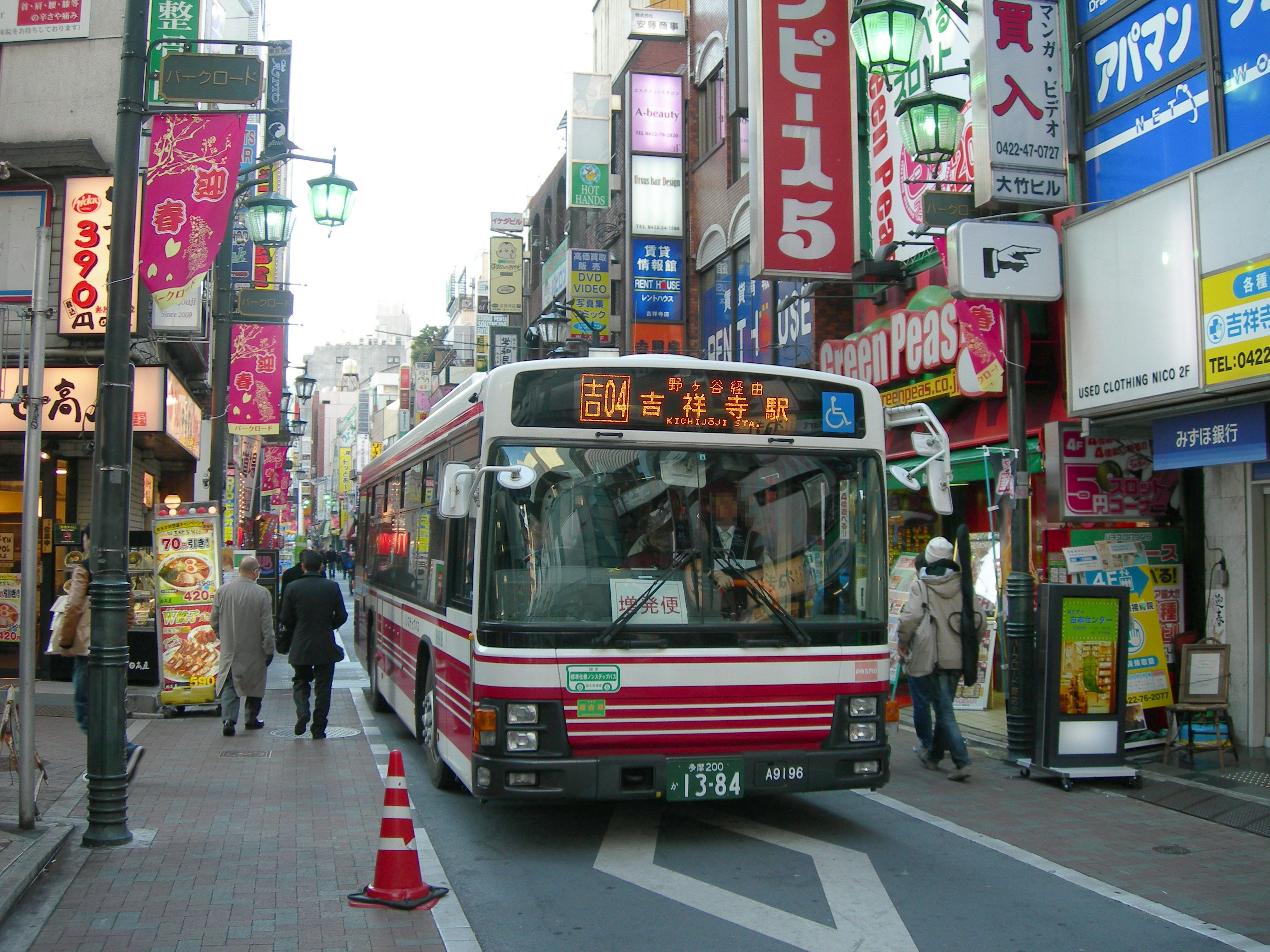
行駛在商店街的巴士

南口商業區的範圍較北口側小。南口的公園路商店街是巴士行經之地，由於路幅狹小，交通安全一直是此地重要問題。
車站步行5分鐘可至井之頭恩賜公園。賞花時節有許多賞花客來訪。通往公園的道路（七井橋通）旁有包括串燒名店「伊勢屋」（いせや）在內的各式商店。
- 都立井之頭恩賜公園
  - 井之頭池
  - 井之頭自然文化園
- kirarina京王吉祥寺（日语：京王吉祥寺駅ビル）
  - 湯澤屋（日语：ユザワヤ）吉祥寺店（8、9樓）
- 丸井吉祥寺店
- 唐吉訶德吉祥寺站前店
- 武藏野公會堂
- 山梨中央銀行吉祥寺分行
- 吉祥寺東急REI飯店（吉祥寺東急REIホテル）
- 山田電機LABI吉祥寺
- LIFE（日语：ライフコーポレーション）吉祥寺站南店
- 吉祥寺Odeon（日语：吉祥寺オデヲン）（電影館）
- 七井橋通（七井橋為井之頭池上的橋）
- 末廣通
- 井之頭通
- 武藏野市立第三小學校（日语：武蔵野市立第三小学校）
- 御殿山社區中心
- 南町社區中心
- 武藏野御殿山郵局
- 公園通（東京都道114號武藏野狛江線（日语：東京都道114号武蔵野狛江線））
- 天主教吉祥寺教會
- 三鷹之森吉卜力美術館

## 巴士
乘車處大略分為北口、中央口與公園口2處。

### 北口
靠近車站的吉祥寺站（本站北口圓環）可搭乘關東巴士與西武巴士的路線巴士。
關東巴士的營業所有五日市街道營業所 (E) 、武藏野營業所 (B) 、青梅街道營業所 (C) ，西武巴士有上石神井營業所與瀧山營業所（僅吉64）。
乘車處0
- Mubus（日语：ムーバス）：東循環；北西循環；三鷹、吉祥寺循環 (B)

乘車處1
- 吉54：經綠町一丁目往武藏野市役所 (B)
- 吉55：經武藏野市役所、北裏往柳沢站 (B)
- 吉72：經成蹊學園（日语：学校法人成蹊学園）前、武藏野大學往櫻堤團地 (B)
- 吉73：經武藏野大學、柳橋往向台町五丁目 (B)
- 吉74：經成蹊學園前、武藏野大學往關前西公園 (B)
- 吉75：經武藏野大學、柳橋往VIGARDEN西東京(B)（僅假日）

乘車處2
- 吉50：往成蹊學園 (B)（未上課期間與假日停開）
- 吉51：經成蹊學園前往武藏野營業所 (B)
- 吉52：經成蹊學園前、武藏野住宅往電通裏 (B)（僅早晨1班）
- 吉53：經成蹊學園前、武藏野住宅往柳澤站(B)
- 臨吉50：急行往成蹊學園（僅成蹊大學入試及活動期間運行，成蹊學園以外不停車）(B)

乘車處3
- 西10：經東京女子大前往西荻窪站 (C)
- 吉80：經東京女子大前往青梅街道營業所 (C)
- 吉81：經東京女子大前往上石神井站 (C)（僅周六日）
- 灣01：經台場格蘭太平洋大酒店（日语：ホテルグランパシフィック、ル、ダイバ）往大江戶溫泉物語 (B)（僅周六日）
- 機場接駁巴士：下車專用（小田急 (A)、關東 (C) ，23時20分與24時10分兩班）

乘車處4
- 吉61：往都民農園SEKONIC（日语：セコニック）
- 吉61-1：經大泉學園站南口、都民農園SEKONIC往新座榮
- 吉62：往西武車庫
- 吉62-1：往大泉學園站南口
- 吉62-2：往武藏關站入口（僅周六）

乘車處5
- 吉63：經柳澤站通往保谷站南口

乘車處6
- 中36：經東高圓寺站往中野站 (E)

乘車處7
- 吉60：經石神井公園站北口往成增町
- 吉60-1：經吉祥寺通入口、上石神井站往西武車庫前
- 吉60-3：經吉祥寺通入口、上石神井站往石神井公園站北口
- 吉60-4：經吉祥寺通入口往上石神井站（僅平日）

乘車處8
- 吉64：往花小金井站
- 吉66：經東伏見站北口、天神山往保谷站南口

### 中央口
除以下巴士外，也有下車專用巴士站。小田急巴士與京王巴士東在公園口的班次，除了吉03與境92全部班次、宿44部分班次以外，其他在傍晚後全部停靠中央口。另外小田急巴士停靠中央口的班次是顯示「吉祥寺站中央口」。
乘車處10
- 機場接駁巴士：往成田機場 （小田急 (A) 、關東 (C) 、京成巴士、東京空港交通）
- 機場接駁巴士：往羽田機場 （小田急 (A) 、關東 (C) 、京濱急行巴士、東京空港交通）
- 臨時直通：往味之素球場 (A)

### 公園口
鄰近車站的吉祥寺站（本站南口井之頭通旁）巴士站可搭乘小田急巴士與京王巴士東。吉祥寺站南口巴士站可搭乘に關東巴士（Mubus）。
小田急巴士的營業所有吉祥寺營業所 (A) 與武藏境營業所 (C) ，關東巴士為武藏野營業所 (B) ，京王巴士為調布營業所 (L) 。
乘車處1
- 宿44：經永福町、笹塚站往新宿站西口 (C)

乘車處2
- 吉02：經新川、下本宿、常盤橋往千歲烏山站 (A)
- 吉12：經三鷹台團地、下本宿往北野 (A)

乘車處3
- 吉01：經新川、三鷹市役所前往大澤，經新川、大澤往武藏境站南口 (A, C)
- 吉15：新川循環 ( A)
- 境92：經野崎八幡往武藏境站南口 (C)

乘車處4
- 吉06：經新川、三鷹市役所前、神代植物公園前往調布站北口（也有止於神代植物公園前的班次） (A)
- 吉11：往明星學園（日语：学校法人明星学園） (C)

乘車處5
- 吉13：往牟礼團地 (A)

乘車處6
- 吉04：經新川、中原三丁目往野谷，經新川、中原三丁目、神代植物公園前往深大寺 (A)
- 吉05：經新川、杏林大學醫院（日语：杏林大学医学部付属病院）前往調布站北口 (A)

乘車處7
- 吉03：經新川、杏林大學醫院前、新川團地中央往仙川 (A)

乘車處8
- 吉14：經航研前往調布站北口 (A, L)
- 宿44：經南浦、武藏野紅十字醫院（日语：武蔵野赤十字病院）往武藏境站南口 (C)

乘車處11
- 往吉祥寺營業所 (A)

乘車處12
- Mubus：三鷹、吉祥寺循環 (B)

## 附記
- 吉祥寺站位於武藏野市，不屬於東京23區。由於不在JR的的特定都區市內，使用「東京都區內」為起訖點的乘車券時，需計算西荻窪（杉並區）至吉祥寺間的運費（140日圓）。

## 相鄰車站
※東日本旅客鐵道的特急「成田特快」的相鄰停車站參見列車記事。
東日本旅客鐵道
 中央線（快速）
- 特急「成田特快」停車站

■通勤特快、■中央特快、■青梅特快
通過
■通勤快速（只限下行）、■快速（星期六、日、假期，下行高尾方向視為「各站停車」）
荻窪（JC 09）－吉祥寺（JC 11）－三鷹（JC 12）
■快速（平日下行高尾方向視為「各站停車」）
西荻窪（JC 10）－吉祥寺（JC 11）－三鷹（JC 12）
 中央·總武線（各站停車）、直通 東西線
西荻窪（JB 03）－吉祥寺（JB 02）－三鷹（JB 01）
 京王電鐵
 井之頭線
■急行
久我山（IN14）－吉祥寺（IN17）
■各站停車
井之頭公園（IN16）－吉祥寺（IN17）
- 沿線舉辦活動時，通常相鄰停靠站與此站間會停靠以下車站。 
  - 開花季節的星期六、日、假期，部分急行列車會於井之頭公園站臨時停車。

## 外部連結
- 車站資訊（吉祥寺）：東日本旅客鐵道
- 吉祥寺 - 京王電鐵
- NPO法人まちづくり観光機構「まちあい」（日語）